# Emmericus Carel Willem Adriaan Geuze
Emmericus Carel Willem Adriaan Geuze (Dordrecht, 17 maart 1906 - Rensselaer, 3 september 1987) was een Nederlandse civiel ingenieur die heeft bijgedragen aan de ontwikkeling van de grondmechanica en de oprichting van het geotechnische tijdschrift Géotechnique. Hij was hoofd onderzoek aan het Laboratorium voor Grondmechanica in Delft, en hoogleraar grondmechanica aan de Technische Universiteit Delft en het Rensselaer Polytechnic Institute.
Geuze was tevens een ervaren saxofonist en medeoprichter van de Dutch Swing College Band. Tijdens de Tweede Wereldoorlog werd hij naar een dwangarbeiderskamp in Duitsland gedeporteerd, ontsnapte en keerde ondergedoken in een vrachtwagen terug naar Nederland.

## Leven en carrière
Geuze werd in 1906 in Dordrecht geboren als zoon van Pieter Jan Geuze. Na het voltooien van de middelbare school in 1923 studeerde hij civiele techniek aan de Technische Hogeschool Delft, waar hij studeerde bij de grondlegger van de grondmechanica in Nederland, Albert Sybrandus Keverling Buisman. Geuze studeerde ook kust- en riviertechniek bij Gerrit Hendrik van Mourik Broekman. In 1931 werd hij studententijdijd van het Koninklijk Instituut van Ingenieurs (KIvI) en in 1940 penningmeester van de afdeling waterbouw van het Instituut.
Hij was in 1936 medeoprichter van het Laboratorium voor Grondmechanica Delft (later bekend als GeoDelft, nu onderdeel van Deltares) en werd in 1949 benoemd tot hoofd van de onderzoeksafdeling. In 1946 werd hij benoemd tot lector grondmechanica in Delft en gepromoveerd tot hoogleraar grondmechanica. in 1951. In hetzelfde jaar publiceerde hij zijn aanvaardingsrede voor de functie, getiteld De ontwikkeling der grondmechanica tot technische wetenschap.
In 1934 trouwde Geuze in Den Haag met Melanie Nancy Veenstra. Ze scheidden in officieel in juni 1944, toen Geuze ondergedoken zat. Maar zij zijn feitelijke gehuwd gebleven. Melanie is op 1 oktober 1979 in Troy, NY, USA overleden. In de overlijdensadvertentie wordt zij vermeld als echtgenote van Wim Geuze. 
Hij sprak vloeiend Engels, Frans en Duits, en stond hoog aangeschreven bij studenten en collega's. Geuze, een getalenteerde saxofonist, werd ook een van de oprichters van de Dutch Swing College Band. Tijdens de Tweede Wereldoorlog werd Geuze gearresteerd en naar een werkkamp in Duitsland gedeporteerd. Hij ontsnapte en keerde terug naar Nederland, verborgen in een vrachtwagen.

## Bijdragen aan geotechniek
Geuze's onderzoek richtte zich aanvankelijk op grondwaterstroming door dijken, waarbij gebruik werd gemaakt van het Hele-Shaw-model en de Nederlandse celtest, een concept dat oorspronkelijk door Keverling Buisman was ontworpen. Hij kreeg bekendheid door zijn werk op het gebied van de sonderingen (CPT, cone penetration test) en de kritische dichtheid van zand, waarbij hij verschillende kegelgroottes onderzocht om schaalregels te begrijpen. Zijn innovatieve aanpak omvatte vaak creatieve oplossingen voor transport en veldtesten.
Geuze speelde in 1948 een belangrijke rol bij de organisatie van de 2e Internationale Conferentie over Bodemmechanica en Funderingstechniek in Rotterdam, leverde een aanzienlijke bijdrage en was secretaris van het organisatiecomité. Zijn werk werd internationaal erkend, met artikelen gepubliceerd in gerenommeerde tijdschriften als Géotechnique.
In 1958 was hij lid van de Commissie voor het onderzoek naar de spanningstoestand in dijken, een commissie van Rijkswaterstaat die onderzoek deed naar de stabiliteit en geotechnische toestand van dijken in Nederland na de stormramp van 1953, samen met andere ingenieurs, waaronder Pieter Philippus Jansen en Herman Arend Ferguson. Voorafgaand daaraan publiceerde hij ook onderzoek en studies over kust- en dijkvraagstukken
In 1960 vroeg het Nederlandse Ministerie van Buitenlandse Zaken Geuze om mee te werken aan de oprichting van de Arab Potash Company in Jordanië, wat het begin markeerde van wat een belangrijke industrie zou worden. Later verhuisde hij naar de Verenigde Staten, waar hij ging werken bij het Rensselaer Polytechnic Institute in Troy, New York.
Hij overleed op 3 september 1987 in Rensselaer, New York. 
- Mathematics Genealogy Project: 132641
- Nederlandse Thesaurus van Auteursnamen: 160479533
- Virtual International Authority File: 281377100
- WorldCat: E39PBJjhBj6pyFtWd7KpjJ83cP